# Mathewsia matthioloides
Mathewsia matthioloides là một loài thực vật có hoa trong họ Cải. Loài này được (Schltdl.) C.H. Mull. mô tả khoa học đầu tiên năm 1868.